# هیلتون ورلدواید

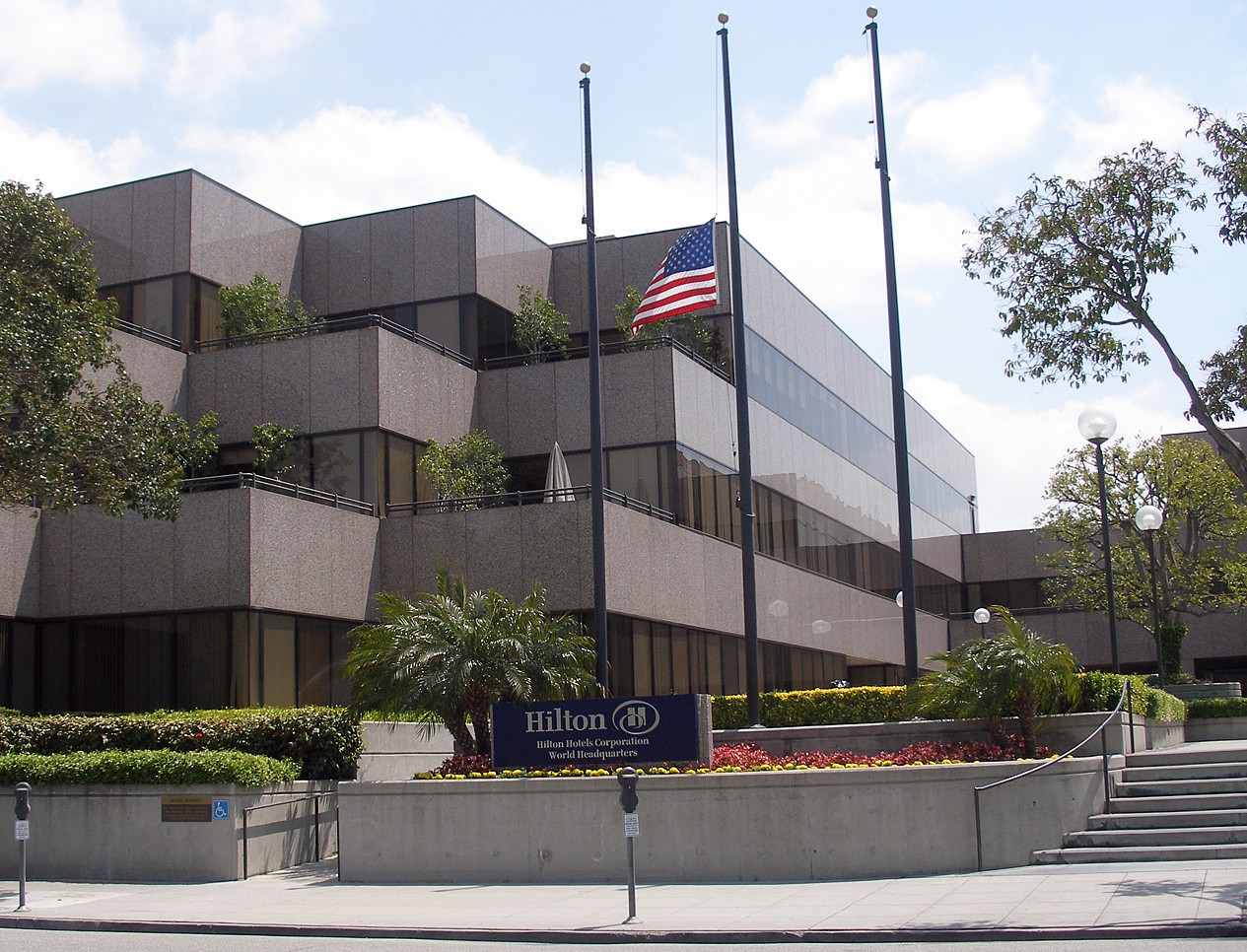
ساختمان اداری هیلتون ورلدواید، در بورلی هیلز

هیلتون ورلدواید (به انگلیسی: Hilton Worldwide) شرکت خدمات هتل‌داری و مهمان‌نوازی آمریکایی است، که اکثریت سهام آن متعلق به گروه سرمایه‌گذاری بلک‌استون می‌باشد.
شرکت هیلتون در سال ۱۹۱۹ توسط کنراد هیلتون، با نام؛ هتل هیلتون در شهر سیسکو، تگزاس تأسیس شد و در حال حاضر با در اختیار داشتن شبکه‌ای از ۳٫۸۹۷ هتل، که در ۹۱ کشور گسترده می‌باشند، پس از گروه هتل‌های اینترکنتیننتال به‌عنوان دومین گروه هتلداری بزرگ جهان شناخته می‌شود.
دفتر مرکزی این گروه در شهر تایسونز کرنر، ویرجینیا، در ایالات متحده آمریکا قرار دارد و بخشی از سهام آن در بازار بورس نیویورک معامله می‌شود. در ماه اوت سال ۲۰۱۲ در رتبه‌بندی انجام شده توسط مجله اقتصادی فوربز، شرکت هیلتون در رتبه ۳۸ از بزرگترین شرکت‌های خصوصی ایالات متحده قرار گرفت.